# Легка атлетика на Літній універсіаді 2007
Змагання з легкої атлетики на Літній універсіаді 2007 проходили 9-14 серпня в Бангкоку на стадіоні «Тхаммасат».

## Призери

### Чоловіки
| Дисципліни                | Золото                                                                                      | Золото      | Срібло                                                                           | Срібло   | Бронза | Бронза   |
| ------------------------- | ------------------------------------------------------------------------------------------- | ----------- | -------------------------------------------------------------------------------- | -------- | --- | -------- |
| 100 метрів                | Сімеон Вільямсон Велика Британія                                                            | 10,22       | Чжан Пеймен КНР                                                                  | 10,30    | Невілл Райт Канада | 10,37    |
| 200 метрів                | Амр Ібрагім Мостафа Сеуд Єгипет                                                             | 20,74 PB    | Лі Джуліус ПАР                                                                   | 20,96    | Каміяма Томоя Японія | 20,97    |
| 400 метрів                | Шон Роу Австралія                                                                           | 45,49       | Пйотр Климчак Польща                                                             | 46,06 SB | Дмитро Буряк Росія | 46,22 SB |
| 800 метрів                | Ехсан Мохаджер Шоджаеї Іран                                                                 | 1.46,04     | Фабіану Песанья Бразилія                                                         | 1.46,11  | Лівіо Шандра Італія | 1.46,19  |
| 1500 метрів               | Самір Хадар Алжир                                                                           | 3.39,62     | Альваро Родрігес Іспанія                                                         | 3.39,78  | Фабіану Песанья Бразилія | 3.40,98  |
| 5000 метрів               | Халіл Аккаш Туреччина                                                                       | 14.08,47    | Мацуока Юкі Японія                                                               | 14.09,33 | Саймон Аєко Уганда | 14.10,13 |
| 10000 метрів              | Мохамед Фаділь Марокко                                                                      | 30.19,41 SB | Саймон Аєко Уганда                                                               | 30.22,58 | Стівен Мокока ПАР | 30.31,78 |
| 110 метрів з бар'єрами    | Сергій Демидюк Україна                                                                      | 13,33 PB    | Цзі Вей КНР                                                                      | 13,57    | Анселму Гомеш да Сілва Бразилія                                                                                               | 13,58    |
| 400 метрів з бар'єрами    | Петрус Кукемур ПАР                                                                          | 49,06       | Курт Коуту Мозамбік                                                              | 49,12 SB | Хав'єр Кулсон Пуерто-Рико | 49,35    |
| 3000 метрів з перешкодами | Халіл Аккаш Туреччина                                                                       | 8.20,83 UR  | Барнабас Кіруї Кенія                                                             | 8.22,67  | Йон Лучанов Молдова | 8.23,83  |
| 4×100 метрів              | ТаїландПіром Аутас Вачара Сонде Сомпоте Суваннарангсрі Сіттічай Сувонпратеп                 | 39,15       | ПАРЙоганнес Дреєр Лі Джуліус Гендрік Котце Снайман Прінслу Пітер Кукемур (забіг) | 39,20    | КНРВан Сяосюй Чжан Пеймен Ду Бін Інь Хуалун                                                                                   |          |
| 4×400 метрів              | ПольщаВітольд Банка Пйотр Климчак Пйотр Кедзя Данієль Дабровський Войтех Хибінський (забіг) | 3.02,05     | АвстраліяДілан Грант Марк Ормрод Джоел Мілберн Шон Роу Трістан Томас (забіг)     | 3.02,76  | РосіяМаксим Александренко Валентин Кругляков Володимир Антманіс Дмитро Буряк В'ячеслав Сакаєв (забіг) Руслан Баязітов (забіг) | 3.05,04  |
| Ходьба 20 кілометрів      | Чу Яфей КНР                                                                                 | 1:24.37     | Парк Чіл Сон Південна Корея                                                      | 1:24.42  | Моріока Коїтіро Японія | 1:25.10  |
| Напівмарафон              | Мохамед Фаділь Марокко                                                                      | 1:05.49 SB  | Наджім ель Гаді Марокко                                                          | 1:06.04  | Тойода Такасі Японія | 1:06.30  |
| Стрибки у висоту          | Олександр Шустов Росія                                                                      | 2,31        | Кіріакос Йоанну Кіпр                                                             | 2,26     | Олександр Нартов Україна | 2,26     |
| Стрибки з жердиною        | Александр Штрауб Німеччина                                                                  | 5,60        | Леонід Ківалов Росія                                                             | 5,60     | Дмитро Стародубцев Росія | 5,50     |
| Стрибки в довжину         | Роберт Кроутер Австралія                                                                    | 8,02 PB     | Чао Чі Чіень Китайський Тайбей                                                   | 7,95 PB  | Роман Новотний Чехія | 7,88     |
| Потрійний стрибок         | Кім Док Гьон Південна Корея                                                                 | 17,02 SB    | Віктор Кузнєцов Україна                                                          | 16,94 SB | У Бо КНР | 16,64    |
| Штовхання ядра            | Максим Сидоров Росія                                                                        | 20,01       | Маріс Уртанс Латвія                                                              | 19,38    | Чан Мін Хуан Китайський Тайбей                                                                                                | 19,36    |
| Метання диска             | Герхард Маєр Австрія                                                                        | 61,55       | Омар Ахмед ель Газалі Єгипет                                                     | 60,89    | Мярт Ізраел Естонія | 60,32    |
| Метання молота            | Олександр Ващило Білорусь                                                                   | 76,94       | Олександр Козулько Білорусь                                                      | 74,52    | Ігор Вініченко Росія | 73,94    |
| Метання списа             | Вадим Василевський Латвія                                                                   | 83,92 SB    | Ігор Яник Польща                                                                 | 82,28 SB | Айнарс Ковальс Латвія | 82,23    |
| Десятиборство             | Якоб Міна Німеччина                                                                         | 8099 PB     | Ганс ван Альфен Бельгія                                                          | 8047 PB  | Карлус Шинін Бразилія | 7920     |

### Жінки
| Дисципліни                | Золото                                                                 | Золото        | Срібло                                                                   | Срібло      | Бронза                                                              | Бронза     |
| ------------------------- | ---------------------------------------------------------------------- | ------------- | ------------------------------------------------------------------------ | ----------- | ------------------------------------------------------------------- | ---------- |
| 100 метрів                | Йоханна Маннінен Фінляндія                                             | 11,46         | Олена Чебану Україна                                                     | 11,56       | Аудра Дагеліте Литва                                                | 11,65      |
| 200 метрів                | Ірина Штангеєва Україна                                                | 22,95         | Каді-Енн Томас Велика Британія                                           | 23,28 PB    | Ганна Марієн Бельгія                                                | 23,48      |
| 400 метрів                | Ольга Терешкова Казахстан                                              | 51,62 PB      | Данієла Гргич Хорватія                                                   | 51,88 SB    | Ксенія Задоріна Росія                                               | 51,89      |
| 800 метрів                | Юлія Кревсун Україна                                                   | 1.57,63 WL PB | Катерина Костецька Росія                                                 | 1.59,52     | Шарлотт Бест Велика Британія                                        | 2.01,50 PB |
| 1500 метрів               | Олеся Чумакова Росія                                                   | 4.09,32       | Тетяна Головченко Україна                                                | 4.10,46     | Сильвія Ейдис Польща                                                | 4.11,51    |
| 5000 метрів               | Джессіка Аугусту Португалія                                            | 15.28,78 UR   | Тетяна Головченко Україна                                                | 15.40,56    | Єлизавета Гречишникова Росія                                        | 15.50,58   |
| 10000 метрів              | Ксенія Агафонова Росія                                                 | 32.20,94      | Кідзакі Рьоко Японія                                                     | 32.55,11 PB | Чо Пхун Хвей Північна Корея                                         | 33.20,55   |
| 100 метрів з бар'єрами    | Євгенія Володько Білорусь                                              | 13,03 PB      | Невін Янит Туреччина                                                     | 13,07       | Євгенія Снігур Україна                                              | 13,08      |
| 400 метрів з бар'єрами    | Тетяна Азарова Казахстан                                               | 55,52         | Анастасія Рабченюк Україна                                               | 55,98       | Йоанна Тільгнер Німеччина                                           | 56,27 SB   |
| 3000 метрів з перешкодами | Добринка Шаламанова Болгарія                                           | 9.45,04       | Валентина Горпинич Україна                                               | 9.45,55     | Тюркан Ерішміш Туреччина                                            | 9.46,12 PB |
| 4×100 метрів              | ФінляндіяГейді Ганнула Сарі Кескітало Ілона Ранта Йоханна Маннінен     | 43,48         | ТаїландСангван Яксунін Орранут Кломде Ютамасс Тавонхароєн Нонгнух Санрат | 43,92 SB    | УкраїнаОлена Чебану Галина Тонковид Ірина Штангеєва Ірина Шепетюк   | 43,99      |
| 4×400 метрів              | УкраїнаНаталія Пигида Антоніна Єфремова Ольга Завгородня Оксана Щербак | 3.29,59       | РосіяОльга Шулікова Олена Войнова Анастасія Кочетова Ксенія Задоріна     | 3.30,49     | Велика БританіяКеллі Массі Лора Фінукейн Каді-Енн Томас Фей Гардінг | 3.33,70    |
| Ходьба 20 кілометрів      | Цзян Цюянь КНР                                                         | 1:35.22       | Лідія Монджеллі Італія                                                   | 1:37.23     | Сніжана Юрченко Росія                                               | 1:37.26    |
| Напівмарафон              | Кім Кім Ок Північна Корея                                              | 1:12.31       | Терада Кей Японія                                                        | 1:12.37     | Чон Йон Ок Північна Корея                                           | 1:13.56    |
| Стрибки у висоту          | Марина Аїтова Казахстан                                                | 1,92          | Аріане Фрідріх Німеччина                                                 | 1,90        | Анна Устинова Казахстан                                             | 1,90       |
| Стрибки з жердиною        | Олександра Кіряшова Росія                                              | 4,40          | Крістіна Гадшев Німеччина                                                | 4,40        | Ніколь Бюхлер Швейцарія                                             | 4,35 PB    |
| Стрибки в довжину         | Ольга Рипакова Казахстан                                               | 6,85 PB       | Олена Соколова Росія                                                     | 6,61        | Стіліані Пілату Греція                                              | 6,52       |
| Потрійний стрибок         | Ольга Саладуха Україна                                                 | 14,79 PB      | Дана Велдакова Словаччина                                                | 14,41 PB    | Яріанна Мартінес Куба                                               | 14,25      |
| Штовхання ядра            | Ірина Тарасова Росія                                                   | 17,46         | Юлія Леонтюк Білорусь                                                    | 17,20       | Магдалена Собешек Польща                                            | 16,88      |
| Метання диска             | Яреліс Барріос Куба                                                    | 61,36         | Дені Семюелс Австралія                                                   | 60,47 SB    | Драгана Томашевич Сербія                                            | 56,82      |
| Метання молота            | Дар'я Пчельник Білорусь                                                | 68,74         | Ейлін О'Кіфф Ірландія                                                    | 68,46       | ленка Ледвинова Чехія                                               | 66,41      |
| Метання списа             | Буобан Паманг Таїланд                                                  | 61,40 NR      | Моніка Стоян Румунія                                                     | 61,19 PB    | Урсула Ясинська Польща                                              | 60,63      |
| Семиборство               | Вікторія Жемайтите Литва                                               | 5971          | Сара Артс Бельгія                                                        | 5904        | Ганна Мельниченко Україна                                           | 5852       |

## Медальний залік
| Місце                | Країна               | Золото | Срібло | Бронза | Загалом |
| -------------------- | -------------------- | ------ | ------ | ------ | ------- |
| 1                    | Росія                | 6      | 4      | 7      | 17      |
| 2                    | Україна              | 5      | 6      | 4      | 15      |
| 3                    | Казахстан            | 4      | 0      | 1      | 5       |
| 4                    | Білорусь             | 3      | 2      | 0      | 5       |
| 5                    | КНР                  | 2      | 2      | 2      | 6       |
| 6                    | Німеччина            | 2      | 2      | 1      | 5       |
| 7                    | Австралія            | 2      | 2      | 0      | 4       |
| 8                    | Туреччина            | 2      | 1      | 1      | 4       |
| 9                    | Марокко              | 2      | 1      | 0      | 3       |
| 9                    | Таїланд              | 2      | 1      | 0      | 3       |
| 11                   | Фінляндія            | 2      | 0      | 0      | 2       |
| 12                   | Польща               | 1      | 2      | 3      | 6       |
| 13                   | ПАР                  | 1      | 2      | 1      | 4       |
| 14                   | Велика Британія      | 1      | 1      | 2      | 4       |
| 15                   | Латвія               | 1      | 1      | 1      | 3       |
| 16                   | Єгипет               | 1      | 1      | 0      | 2       |
| 16                   | Південна Корея       | 1      | 1      | 0      | 2       |
| 18                   | Північна Корея       | 1      | 0      | 2      | 3       |
| 19                   | Куба                 | 1      | 0      | 1      | 2       |
| 19                   | Литва                | 1      | 0      | 1      | 2       |
| 21                   | Іран                 | 1      | 0      | 0      | 1       |
| 21                   | Австрія              | 1      | 0      | 0      | 1       |
| 21                   | Алжир                | 1      | 0      | 0      | 1       |
| 21                   | Болгарія             | 1      | 0      | 0      | 1       |
| 21                   | Португалія           | 1      | 0      | 0      | 1       |
| 26                   | Японія               | 0      | 3      | 3      | 6       |
| 27                   | Бельгія              | 0      | 2      | 1      | 3       |
| 28                   | Бразилія             | 0      | 1      | 3      | 4       |
| 29                   | Італія               | 0      | 1      | 1      | 2       |
| 29                   | Китайський Тайбей    | 0      | 1      | 1      | 2       |
| 29                   | Уганда               | 0      | 1      | 1      | 2       |
| 32                   | Ірландія             | 0      | 1      | 0      | 1       |
| 32                   | Іспанія              | 0      | 1      | 0      | 1       |
| 32                   | Кенія                | 0      | 1      | 0      | 1       |
| 32                   | Кіпр                 | 0      | 1      | 0      | 1       |
| 32                   | Мозамбік             | 0      | 1      | 0      | 1       |
| 32                   | Румунія              | 0      | 1      | 0      | 1       |
| 32                   | Словаччина           | 0      | 1      | 0      | 1       |
| 32                   | Хорватія             | 0      | 1      | 0      | 1       |
| 40                   | Чехія                | 0      | 0      | 2      | 2       |
| 41                   | Греція               | 0      | 0      | 1      | 1       |
| 41                   | Естонія              | 0      | 0      | 1      | 1       |
| 41                   | Канада               | 0      | 0      | 1      | 1       |
| 41                   | Молдова              | 0      | 0      | 1      | 1       |
| 41                   | Пуерто-Рико          | 0      | 0      | 1      | 1       |
| 41                   | Сербія               | 0      | 0      | 1      | 1       |
| 41                   | Швейцарія            | 0      | 0      | 1      | 1       |
| Загалом (47 збірних) | Загалом (47 збірних) | 46     | 46     | 46     | 138     |

## Виступ українців
| Чоловіки (14) | Чоловіки (14)           | Чоловіки (14) | Чоловіки (14)        |
| Місце         | Атлет                   | Дисципліна    | Результат            |
| ------------- | ----------------------- | ------------- | -------------------- |
| 1             | Сергій Демидюк          | 110 м з/б     | 13,33 (13,65)[a]     |
| 2             | Віктор Кузнєцов         | потрійний     | 16,94 SB             |
| 3             | Олександр Нартов        | висота        | 2,26                 |
|               | Віктор Шаповал          | висота        | 2,26                 |
|               | Олексій Касьянов        | десятиборство | 7858                 |
|               | Дмитро Глущенко         | 100 м         | 10,39                |
|               | Володимир Зюськов       | довжина       | 7,86                 |
|               | Василь Матвійчук        | 10000 м       | 30.48,72             |
|               | Станіслав Нестеровський | диск          | 55,56 (56,73)        |
|               | Владислав Ревенко       | жердина       | 5,10                 |
| ф             | Євген Виноградов        | молот         | NM                   |
| пф            | Олександр Осмолович     | 800 м         | 1.50,08 (1.48,69 PB) |
| заб           | Вадим Слободенюк        | 3000 м з/п    | 8.46,02              |
| заб           | Дмитро Глущенко         | 200 м         | DNS                  |

| Жінки (18) | Жінки (18)                                                      | Жінки (18)  | Жінки (18)    |
| Місце      | Атлетка                                                         | Дисципліна  | Результат     |
| ---------- | --------------------------------------------------------------- | ----------- | ------------- |
| 1          | Ірина Штангеєва                                                 | 200 м       | 22,95         |
| 1          | Юлія Кревсун                                                    | 800 м       | 1.57,63 WL PB |
| 1          | Наталія Пигида Антоніна Єфремова Ольга Завгородня Оксана Щербак | 4×400 м     | 3.29,59       |
| 1          | Ольга Саладуха                                                  | потрійний   | 14,79 PB      |
| 2          | Олена Чебану                                                    | 100 м       | 11,56 (11,51) |
| 2          | Тетяна Головченко                                               | 1500 м      | 4.10,46       |
| 2          | Тетяна Головченко                                               | 5000 м      | 15.40,56      |
| 2          | Анастасія Рабченюк                                              | 400 м       | 55,98         |
| 2          | Валентина Горпинич                                              | 3000 м з/п  | 9.45,55       |
| 3          | Євгенія Снігур                                                  | 100 м       | 13,08 (13,02) |
| 3          | Олена Чебану Галина Тонковид Ірина Штангеєва Ірина Шепетюк      | 4×100 м     | 43,99         |
| 3          | Ганна Мельниченко                                               | семиборство | 5852          |
|            | Галина Тонковид                                                 | 200 м       | 23,75         |
|            | Антоніна Єфремова                                               | 400 м       | 52,09         |
|            | Олександра Стаднюк                                              | потрійний   | 13,84         |
|            | Ірина Шепетюк                                                   | 100 м       | 11,71 (11,69) |
|            | Олександра Стаднюк                                              | довжина     | 6,39 (6,42)   |
|            | Ольга Завгородня                                                | 400 м       | 53,21 (52,99) |
|            | Інна Саєнко                                                     | молот       | 62,05         |

a  У дужках вказаний більш високий результат, що був показаний на попередній стадії змагань (у забігу чи кваліфікації).